# Acomys nesiotes
Espèce
Statut de conservation UICN

DD : Données insuffisantes
Acomys nesiotes est une espèce de rongeurs de la famille des Muridae, endémique de l'île de Chypre.

## Habitat et répartition
Acomys nesiotes est endémique de Chypre, où les preuves disponibles suggèrent qu'elle a probablement été introduite par l'homme, et peut donc représenter une population non indigène d’Acomys cahirinus. On s'attend à ce qu'il y ait deux populations disjointes dans les zones rocheuses de l'île : le massif du Troodos au sud et les collines de Kyrenia au nord, qui sont séparés par les basses terres non rocheuses de la Mesaoria. En 2007, quatre individus ont été capturés par M. Sozen et ses collègues autour de la région de Lefkoşa (Nicosie) à une altitude d'environ 600 m.

## Systématique
Le nom scientifique complet (avec auteur) de ce taxon est Acomys nesiotes Bate, 1903.
Décrite à l'origine comme une espèce, puis listée comme une sous-espèce de Acomys dimidiatus ou incluse dans Acomys cahirinus, elle est à nouveau traité comme une espèce à part entière. D'après le caryotype standard (2n=38) décrit par Zahavi et Wahrman (1956) et Zima et al. (1999), le schéma de bandes chromosomiques est similaire à celui du Acomys cilicicus turc et du Acomys cahirinus égyptien. Cette association est corroborée par les séquences de cytochrome b de l'ADNmt et les expériences de reproduction ; les espèces de Crète, de Chypre et de Turquie rejoignent A. cahirinus dans un clade monophylétique à l'exclusion de celui formé par les échantillons d’A. dimidiatus ou d'autres espèces d’Acomys échantillonnées.

## Menaces et conservation
Cette espèce peut être affectée par la destruction de l'habitat causée par la construction de routes et de bâtiments. Il n'y a pas de mesures de conservation spécifiques en place pour cette espèce et on ne sait pas si elle se trouve dans des zones protégées. Selon l'Union internationale pour la conservation de la nature (UICN), des recherches taxonomiques sont nécessaires pour clarifier s'il s'agit ou non d'une espèce valide. Des enquêtes sont nécessaires pour déterminer la taille, la distribution et les tendances de la population.